# Vasile Bulucea
Vasile Bulucea (* 11. Februar 1931 in Gârnița, Prunișor, Kreis Mehedinți; † 27. Mai 2008 in Craiova) war ein rumänischer Politiker der Rumänischen Kommunistischen Partei PCR (Partidul Comunist Român), der unter anderem von 1973 bis 1977 Bürgermeister von Craiova, zwischen 1979 und 1986 Minister für Verkehr und Telekommunikation war. Nach dem Zusammenbruch des Kommunismus und dem Sturz des neostalinistischen Diktators Nicolae Ceaușescu im Zuge der Revolution am 22. Dezember 1989 war er Mitglied der Sozialistischen Arbeiterpartei PSM (Partidul Socialist al Muncii), der Sozialdemokratischen Partei PSD (Partidul Social Democrat) und der Demokratischen Kraft FD (Forța Democrată din România) sowie zwischen 1996 und 2004 abermals Bürgermeister von Craiova.

## Leben

### CFR-Mitarbeiter und Bürgermeister von Craiova
Vasile Bulucea begann nach dem Schulbesuch 1945 eine Berufsausbildung zum Lokomotivenschlosser und wurde Mitglied der Uniunea Tineretului Muncitor (UTM), der Jugendorganisation der Arbeiterpartei. Er absolvierte von 1949 bis 1951 die Arbeiterfakultät und war zu dieser Zeit Organisationssekretär der UTM an dieser Fakultät. Im Anschluss begann er 1951 ein Studium an der Fakultät für Eisenbahnen des Eisenbahn-Instituts in Bukarest, das er 1956 als Eisenbahningenieur abschloss. Im Anschluss wurde er Mitarbeiter der der Eisenbahngesellschaft CFR (Căile Ferate Române), und zwar zunächst als Ingenieur und danach als stellvertretender Vorsteher des Bahnhofs Caransebeș. Er war ferner Wirtschaftssekretär des UTM-Stadtkomitees in Caransebeș und wurde im Mai 1959 Mitglied der Rumänischen Arbeiterpartei PMR (Partidul Muncitoresc Român). Er absolvierte danach die Universität für Politik und Führung, die Abenduniversität für Marxismus-Leninismus sowie Lehrgänge am Institut zur Schulung des wirtschaftlichen Führungspersonals. Er war Leiter des Fahrdienstes der CFR in Arad sowie stellvertretender Chef des Fahrdienstes der Regionaldirektion der CFR in Timișoara, ehe er 1961 Chef des Fahrdienstes der Regionaldirektion der CFR in Timișoara wurde. 1966 übernahm er den Posten als stellvertretender Direktor der Fahrdienstleitung der CFR-Regionaldirektion Oltenia sowie 1968 Direktor der CFR-Regionaldirektion Craiova.
Im Februar 1968 wurde Bulucea Kandidat und 1972 Mitglied des Büros der Parteikomitees im Kreis Dolj sowie 1972 auch Mitglied des Volksrates dieses Kreises. Er war zudem Mitglied des Komitees der Vereinigten Transport-Gewerkschaft. 1973 wurde er als Nachfolger von Ion Zăvaleanu Präsident des Exekutivkomitees des Volksrates und damit Bürgermeister von Craiova. Dieses Amt hatte er bis zum 3. Februar 1977 inne und wurde daraufhin von Stefan Negreț abgelöst. Auf dem Elften Parteitag der PCR (24. bis 27. November 1974) wurde er Mitglied der Zentralen Revisionskommission der PCR und gehörte diesem Gremium bis zum Zwölften Parteitag der PCR (19. bis 23. November 1979) an. Am 3. Februar 1977 übernahm er den Posten als Erster Vize-Präsident des Exekutivkomitees des Volksrates im Kreis Dolj.

### Minister, Abgeordneter und Parteifunktionär
Am 27. Oktober 1979 wechselte Vasile Bulucea in die Regierung und übernahm als Nachfolger von Traian Dudaș im Kabinett Verdeț I das Amt als Minister für Verkehr und Telekommunikation (Ministrul transporturilor și telecomunicațiilor), das er zwischen dem 29. März 1980 und dem 20. Mai 1982 im Kabinett Verdeț II, vom 21. Mai 1982 bis zum 28. März 1985 im Kabinett Dăscălescu I sowie vom 29. März 1985 bis zu seiner Ablösung durch Pavel Aron am 9. August 1986 auch im Kabinett Dăscălescu II bekleidete. Auf dem Zwölften Parteitag der PCR (19. bis 23. November 1979) wurde er Mitglied des Zentralkomitees (ZK) der PCR und hatte diese Funktion bis zum Zusammenbruch des Kommunismus im Zuge der Revolution am 22. Dezember 1989 inne. 1985 wurde er Mitglied der Großen Nationalversammlung (Marea Adunare Națională) und vertrat in dieser bis 1989 den Wahlkreis Nr. 10 Cernavodă.
Nach seinem Ausscheiden aus der Regierung wurde Bulucea am 9. August 1986 Erster Sekretär des Parteikomitees im Kreis Gorj sowie zugleich Präsident des Exekutivkomitees des Volksrates dieses Kreises. Knapp zwei Jahre später kehrte er jedoch in die Regierung zurück und fungierte zwischen dem 14. Mai 1988 und dem 21. Oktober 1989 als Staatssekretär im Staatlichen Komitee für Planung. In dieser Funktion war er im Staatlichen Komitee für Planung verantwortlich für die Koordinierung der Abteilung für Grundmaterialien, der Abteilung für wirtschaftliche Zusammenarbeit im Internationalen Handel und Außenhandel und der Abteilung für Produktion. Daneben war er auch Vizepräsident der zwischenstaatlichen rumänisch-sowjetischen Kommission für wirtschaftliche und technisch-wissenschaftliche Zusammenarbeit. Zuletzt war er vom 21. Oktober bis zum 22. Dezember 1989 Vize-Präsident des Exekutivkomitees des Volksrates und damit Vize-Bürgermeister von Bukarest.

### Zweite Amtszeit als Bürgermeister von Craiova
Nach dem Zusammenbruch des Kommunismus und dem Sturz des neostalinistischen Diktators Nicolae Ceaușescu im Zuge der Revolution am 22. Dezember 1989 war Vasile Bulucea Mitglied der Sozialistischen Arbeiterpartei PSM (Partidul Socialist al Muncii) sowie der Sozialdemokratischen Partei PSD (Partidul Social Democrat). Als Nachfolger von Suvaina Ion 1996 abermals Bürgermeister von Craiova und hatte diese Funktion bis zu seiner Ablösung durch Antonie Solomon 2004 inne. Zuletzt war er Mitglied der 2004 von Petre Roman gegründeten der Demokratischen Kraft FD (Forța Democrată din România).